# Grevskabet Schaumburg
 For alternative betydninger, se Schaumburg. (Se også artikler, som begynder med Schaumburg)
Grevskabet Schaumburg (tysk: Grafschaft Schaumburg), indtil omkring 1485 kendt som Schauenburg, var et grevskab i Det tysk-romerske rige. Dets område lå i den centrale del af den nuværende tyske delstat Niedersachsen og er mere eller mindre sammenfaldende med den nuværende landkreis Landkreis Schaumburg.
Schaumburg opstod som et middelalderligt grevskab i begyndelsen af 1100-tallet. Greverne af Schaumburg var fra 1110 også grever af Holsten og havde som sådan stor indflydelse på Danmarks historie i middelalderen. Grev Otto 4. konverterede til Martin Luthers lære og indledte Reformationen i 1559. Ved Huset Schauenburgs uddøen i 1640 blev grevskabet delt mellem Fyrstendømmet Lüneburg, Grevskabet Schaumburg-Lippe og Landgrevskabet Hessen-Kassel.

## Historie
Schaumburg opstod som et middelalderligt grevskab i begyndelsen af 1100-tallet. Det blev opkaldt efter Schauenburg Slot ved floden Weser nær byen Rinteln, hvis ejere begyndte at kalde sig herrer (fra 1295 grever) af Schauenburg. Adolf 1. var sandsynligvis den første herre af Schauenburg i 1106.
I 1110 blev Adolf 1. udpeget af Hertug Lothar 1. af Sachsen til at bestyre Holsten og Stormarn, herunder Hamborg, som len. Efterfølgende blev Huset Schauenburg også grever af Holsten og dettes senere delinger Holsten-Itzehoe, Holsten-Kiel, Holsten-Pinneberg (indtil 1640), Holsten-Plön, Holsten-Segeberg og Holsten-Rendsburg (indtil 1460). I perioder var de også hertuger af Slesvig.
Grev Adolf 4. var en aktiv regent og grundlagde byerne Stadthagen og Rinteln.
Fra 1500 tilhørte Grevskabet Schaumburg Den Nederrhinske-Vestfalske Rigskreds i Det tysk-romerske Rige.
Da Grev Otto 5. døde barnløs i 1640, uddøde Huset Schaumburg. Grevskabet Holsten-Pinneberg blev herefter forenet med resten af Hertugdømmet Holsten. Selve Grevskabet Schaumburg blev delt blandt de agnastiske Schaumburg-arvinger i tre dele; en del blev inkorporeret i det braunschweig-lüneburgske fyrstendømme Lüneburg, den største del kom til Huset Lippe og dannede Grevskabet Schaumburg-Lippe, mens den østlige del fortsatte under navnet Grevskabet Schaumburg hessiske del (tysk: Grafschaft Schaumburg hessischen Anteils), styret i personalunion med Hessen-Kassel. Alle tre er nu en del af delstaten Niedersachsen.

## Grever af Schauenburg
- 1106–1130 Adolf I
- 1130–1164 Adolf II
- 1164–1225 Adolf III
- 1225–1238 Adolf IV
- 1238–1290 Gerhard I
- 1290–1315 Adolf VI
- 1315–1354 Adolf VII
- 1354–1370 Adolf VIII
- 1370–1404 Otto I
- 1404–1426 Adolf IX
- 1426–1464 Otto II (1400–1464)
- 1464–1474 Adolf X (1419–1474)
- 1474–1492 Erich (1420–1492)
- 1492–1510 Otto III (1426–1510)
- 1510–1526 Antonius (1439–1526)
- 1526–1527 John IV (1449–1527)
- 1527–1531 Jobst I (1483–1531)
- 1531–1560 John V (fælles styre med broderen Otto IV fra 1544)
  - 1531–1581 Jobst II (ca. 1520–1581) styrede herskabet Gemen
- 1544–1576 Otto IV (1517–1576), fyrstbiskop af Hildesheim i 1531–1537 som Otto III, converterede til Martin Luthers lære og indledte Reformationen i 1559, sammen med broderen Johan V til 1560
- 1576–1601 Adolf XI (1547–1601)
- 1601–1622 Ernst (1569–1622)
- 1622–1635 Jobst Herman (1593–1635)
- 1635–1640 Otto V (1614–1640)